# Bük
Bük  este un oraș în districtul Kőszeg, județul Vas, Ungaria, având o populație de 3.310 locuitori (2011). 

## Demografie
Componența etnică a orașului Bük
     Maghiari (91,21%)
     Germani (3,92%)
     Romi (2,68%)
     Necunoscut (0,86%)
     Alții (1,34%)
Componența confesională a orașului Bük
     Romano-catolici (51,6%)
     Luterani (10,57%)
     Fără religie (6,22%)
     Reformați (1,48%)
     Necunoscută (29,03%)
     Alte religii (1,87%)
Conform recensământului din 2011, orașul Bük avea 3.310 locuitori. Din punct de vedere etnic, majoritatea locuitorilor (91,21%) erau maghiari, existând și minorități de germani (3,92%) și romi (2,68%). Apartenența etnică nu este cunoscută în cazul a 0,86% din locuitori.  Din punct de vedere confesional, majoritatea locuitorilor (51,6%) erau romano-catolici, existând și minorități de luterani (10,57%), persoane fără religie (6,22%) și reformați (1,48%). Pentru 29,03% din locuitori nu este cunoscută apartenența confesională.